# Amboy (Illinois)
Amboy je grad u američkoj saveznoj državi Ilinois. Prema popisu stanovništva iz 2010. u njemu je živjelo 2.500 stanovnika.